# Heiliges Kreuz

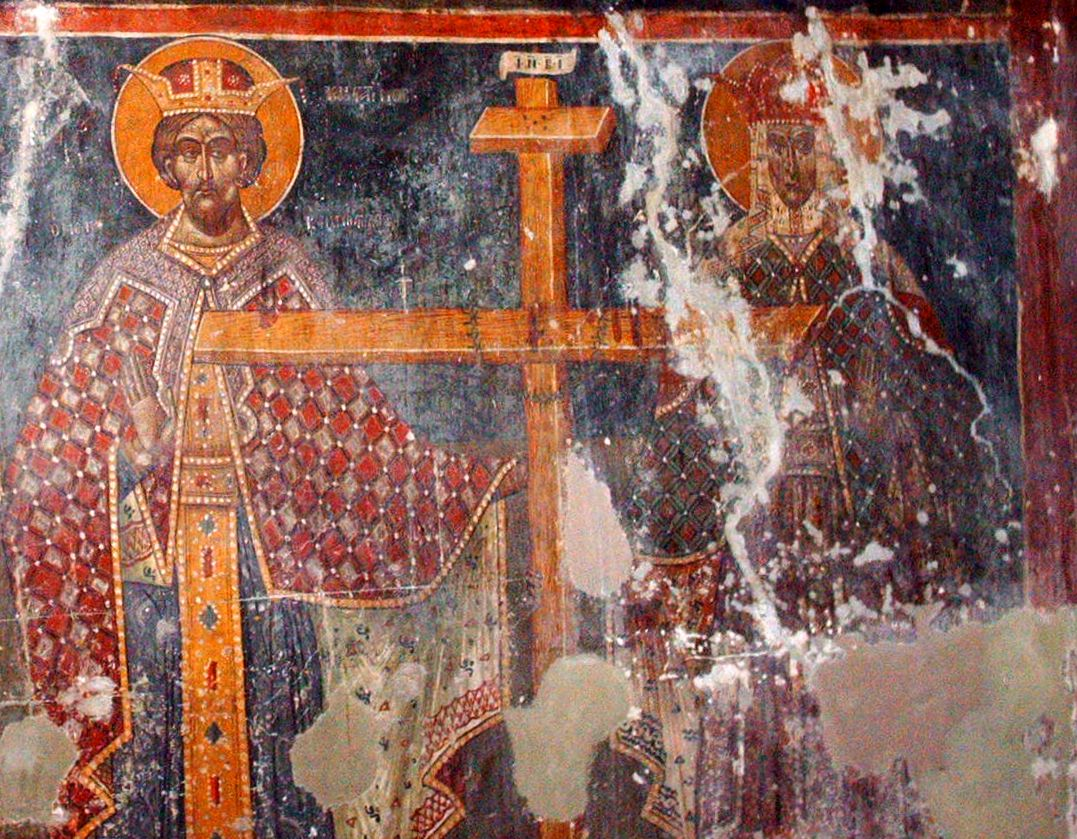
Konstantin und Helena mit dem Heiligen Kreuz, Wandmalerei, Berat, Albanien, 2. Hälfte 16. Jahrhundert

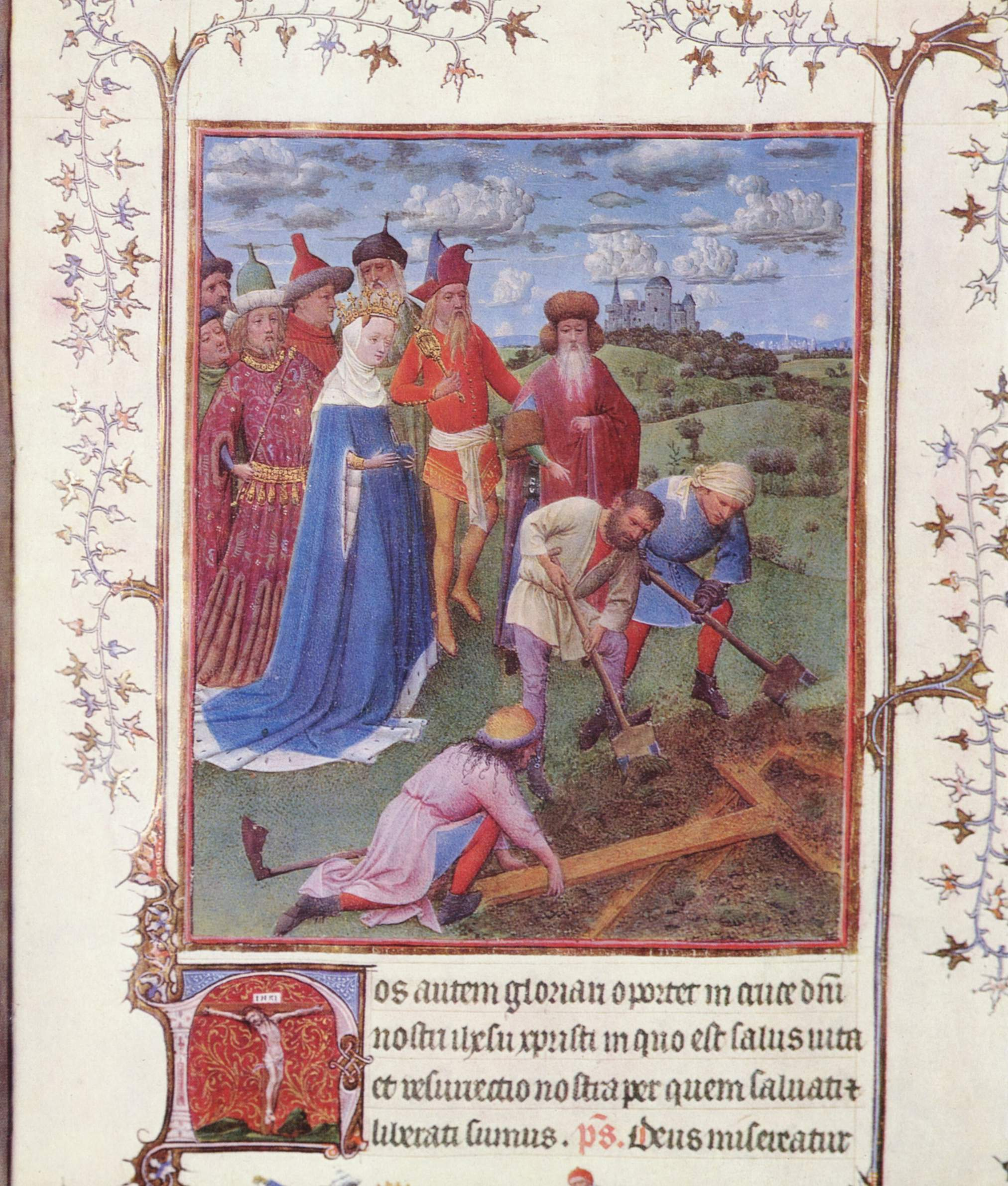
Jan van Eyck: Auffindung des Kreuzes Christi durch Kaiserin Helena, Turin-Mailänder Stundenbuch, um 1422

Heiliges Kreuz oder wahres Kreuz Christi ist die Bezeichnung für das Kreuz, an dem Jesus Christus gemäß der biblischen Überlieferung und der vorherrschenden christlichen Theologie den Opfertod starb. Dieses Kreuz wurde angeblich im Jahr 325 gefunden, in mehrere Teile geteilt und an verschiedene Orte gebracht. Es existieren Mutmaßungen über die Größe des Kreuzes und seine Holzarten.
Seit dem Mittelalter gibt es eine große Anzahl von Reliquien des „wahren Kreuzes Christi“; diese Holzspäne (Kreuzpartikel) zählten zu den wichtigsten christlichen Reliquien überhaupt. Sie wurden in wertvollen Reliquiarien, den sogenannten Staurotheken, aufbewahrt. Um diese Reliquien entstanden zahlreiche Heilig-Kreuz-Kirchen in ganz Europa. Die Echtheit dieser Reliquien nach heutigen Maßstäben wird nicht behauptet; es handelt sich nahezu ausschließlich um Berührungs- oder Kontaktreliquien.
Feste des Heiligen Kreuzes sind Kreuzerhöhung am 14. September und einige andere, bewegliche Feste. Am Karfreitag findet in den römisch-katholischen Kirchen in der Feier vom Leiden und Sterben Christi die Kreuzverehrung statt. In den orthodoxen Kirchen gibt es im Kirchenjahr mehrere sogenannte Kreuzprozessionen. Gedenktag der Wiederauffindung ist das Fest der Kreuzauffindung (3. Mai, nur noch in der außerordentlichen Form des römischen Ritus erhalten, 6. März oder 7. Mai, orthodox).

## Geschichte

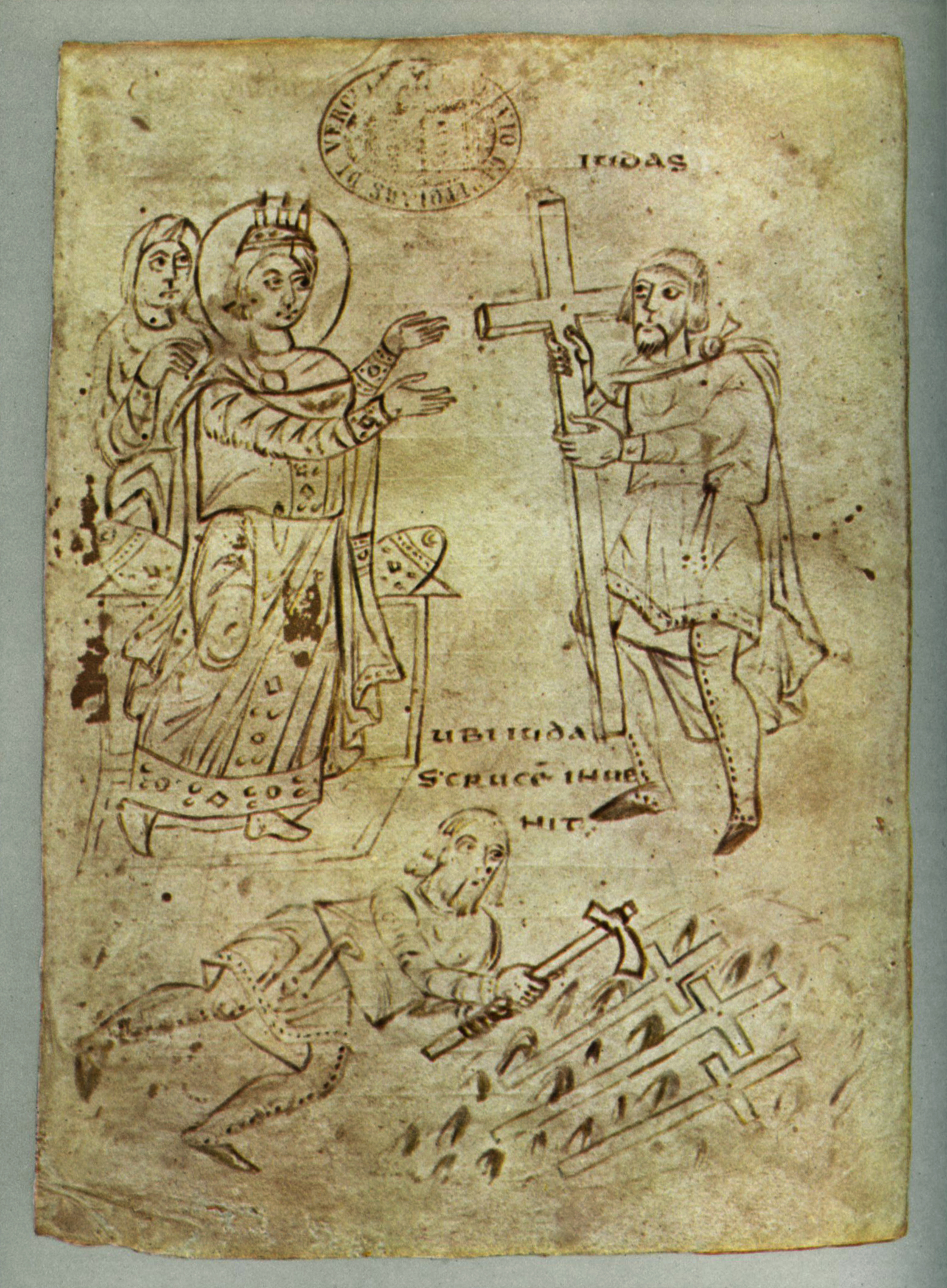
Auffindung des Kreuzes, Miniatur um 825, Vercelli, Biblioteca Capitolare Ms. CLXV

Um 325 ließ Helena, die Mutter des Kaisers Konstantin, im Heiligen Land nach Gegenständen suchen, die mit dem Leiden und Sterben Christi in direktem Zusammenhang standen. Drei Legenden berichteten in verschiedenen Versionen von der Auffindung des Heiligen Kreuzes durch den Rabbiner Judas Cyriacus oder durch Helena. Daneben sollen auch die Heiligen Nägel und das Heilige Grab wiedergefunden worden sein. Dies war Anlass zum Bau der Grabeskirche in Jerusalem. Ein Teil des Kreuzes wurde in die Palastkapelle Helenas, Santa Croce in Gerusalemme, nach Rom gebracht, ein anderer Teil zu ihrem Sohn nach Konstantinopel. Ein weiterer Teil blieb in Jerusalem, davon berichtete die Pilgerin Egeria im Jahre 383:

„In Jerusalem wird ein vergoldetes Kästchen gezeigt, in dem sich ein Teil des Heiligen Kreuzes befindet; es wird geöffnet, das Kreuzholz herausgehoben und zusammen mit der Kreuzinschrift auf den Tisch gelegt.“

Am 22. Mai 614 eroberte der Sassanidengeneral Schahrbaraz Jerusalem und überführte die Reliquien nach Ktesiphon, wo sie von der christlichen Lieblingsfrau des Königs, Schirin, in Empfang genommen wurden. 628 wurde der Sassanidenkönig Chosrau II. gestürzt. Durch seinen Tod entstanden Machtkämpfe um den Thron, und die Sassaniden brachen den Krieg gegen Ostrom ab. Die Tochter Chosraus II., Boran, schloss mit dem Kaiser einen Friedensvertrag und veranlasste die Rückgabe der Reliquien.
Am 21. März 630 kam es zur feierlichen Rückführung des Teilstücks des „Heiligen Kreuzes“ nach Jerusalem durch Kaiser Herakleios; an dieses Ereignis wird in den orthodoxen Kirchen im Rahmen des Festes des Kreuzerhöhung bis heute erinnert.
Bereits 638 kam es zur Eroberung von Jerusalem durch die Muslime. Die Kreuzteile sind seit dieser Zeit verschollen – angebliche Splitter tauchen später in Kreuzfahrerkreisen auf. Anderen Versionen zufolge wurden sie vor den Muslimen nach Konstantinopel in Sicherheit gebracht oder verblieben in Jerusalem.
Nach der Eroberung Jerusalems durch die Kreuzritter wurde ein Teil des „wahren Kreuzes“ wahrscheinlich im August 1099 in einer Silberkiste in einer abgeschiedenen Ecke der Grabeskirche entdeckt. Wilhelm von Tyrus berichtet, dass es von einem syrischen Christen gefunden worden sei, der das Versteck bereits einige Zeit davor entdeckt hatte. Seither wurde das Kreuz bei allen wichtigen Feldzügen und Schlachten gegen die Sarazenen bis zur Schlacht bei Hattin 1187 mitgeführt. Nach Aussage mittelalterlicher Quellen geriet das Heilige Kreuz – also vermutlich jenes, das 628 nach Jerusalem zurückgebracht worden war – bei der Schlacht bei Hattin dann in die Hände der muslimischen Ayyubiden und ist seither verschollen.
Als es 1204 zur Eroberung von Konstantinopel durch westeuropäische Ritter kam, wurden hunderte kleinste Holzteile, die vom dort angeblich zerteilten Kreuz stammen sollen, von Kreuzrittern nach Europa gebracht. Die Kölner Königschronik, die Chronica regia Coloniensis, berichtet zum Jahre 1204: „Nach der Eroberung der Stadt wurden unschätzbare Reichtümer gefunden, unvergleichlich kostbare Edelsteine und auch ein Teil des Kreuzes des Herrn, das, von Helena aus Jerusalem überführt und mit Gold und kostbaren Edelsteinen geschmückt, dort höchste Verehrung erfuhr. Es wurde von den anwesenden Bischöfen zerteilt und mit anderen sehr kostbaren Reliquien unter den Rittern aufgeteilt; später, nach deren Rückkehr in die Heimat, wurde es Kirchen und Klöstern gestiftet.“

## Sakralbauten zum Heiligen Kreuz

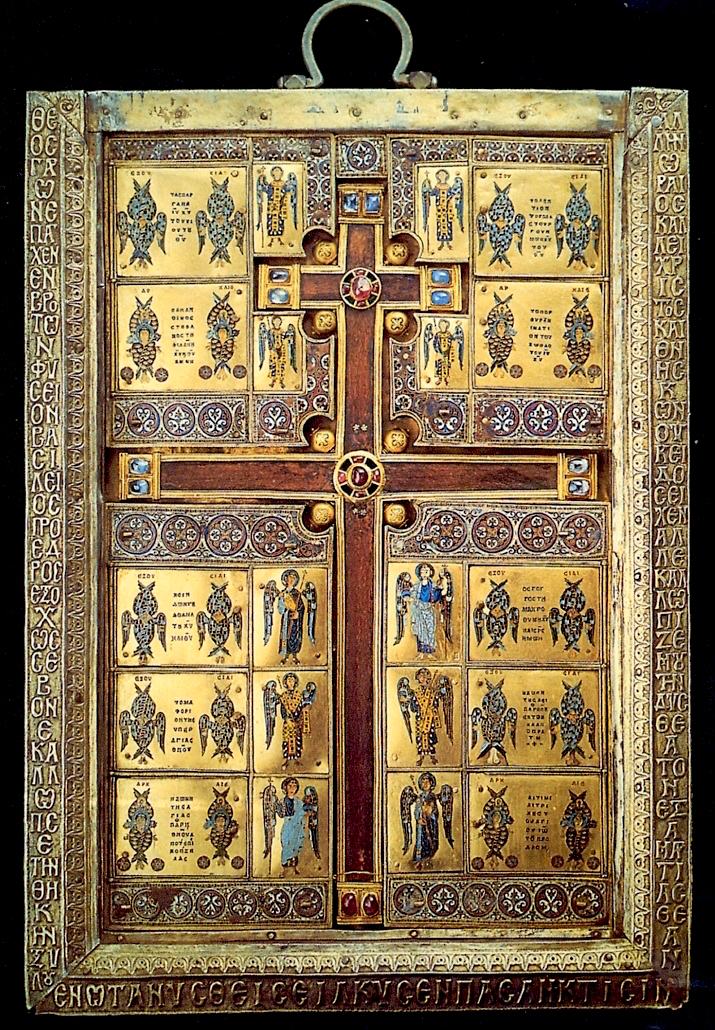
Das Innere der Limburger Staurothek

In vielen Kirchen und Klöstern werden angebliche Partikel des Heiligen Kreuzes aufbewahrt und verehrt. Im deutschsprachigen Raum etwa
- im Hildesheimer Dom im Bernwardskreuz
- in der Kirche Heilig Kreuz und Mariä Himmelfahrt des Klosters Scheyern im Scheyrer Kreuz[7].
- im ehemaligen Benediktinerkloster Wiblingen in der Ölbergkapelle
- im Heilig-Kreuz-Münster in Schwäbisch Gmünd im Heilig-Kreuz-Reliquiar
- in der Kreuzkapelle im Stift Heiligenkreuz in Niederösterreich[8]
- Reliquiar in Form einer Monstranz mit dem Splitter des Heiligen Kreuzes in der römisch-katholischen Heilig-Kreuz-Kirche im Frankfurter Stadtteil Bornheim

## Reliquien und Reliquiare

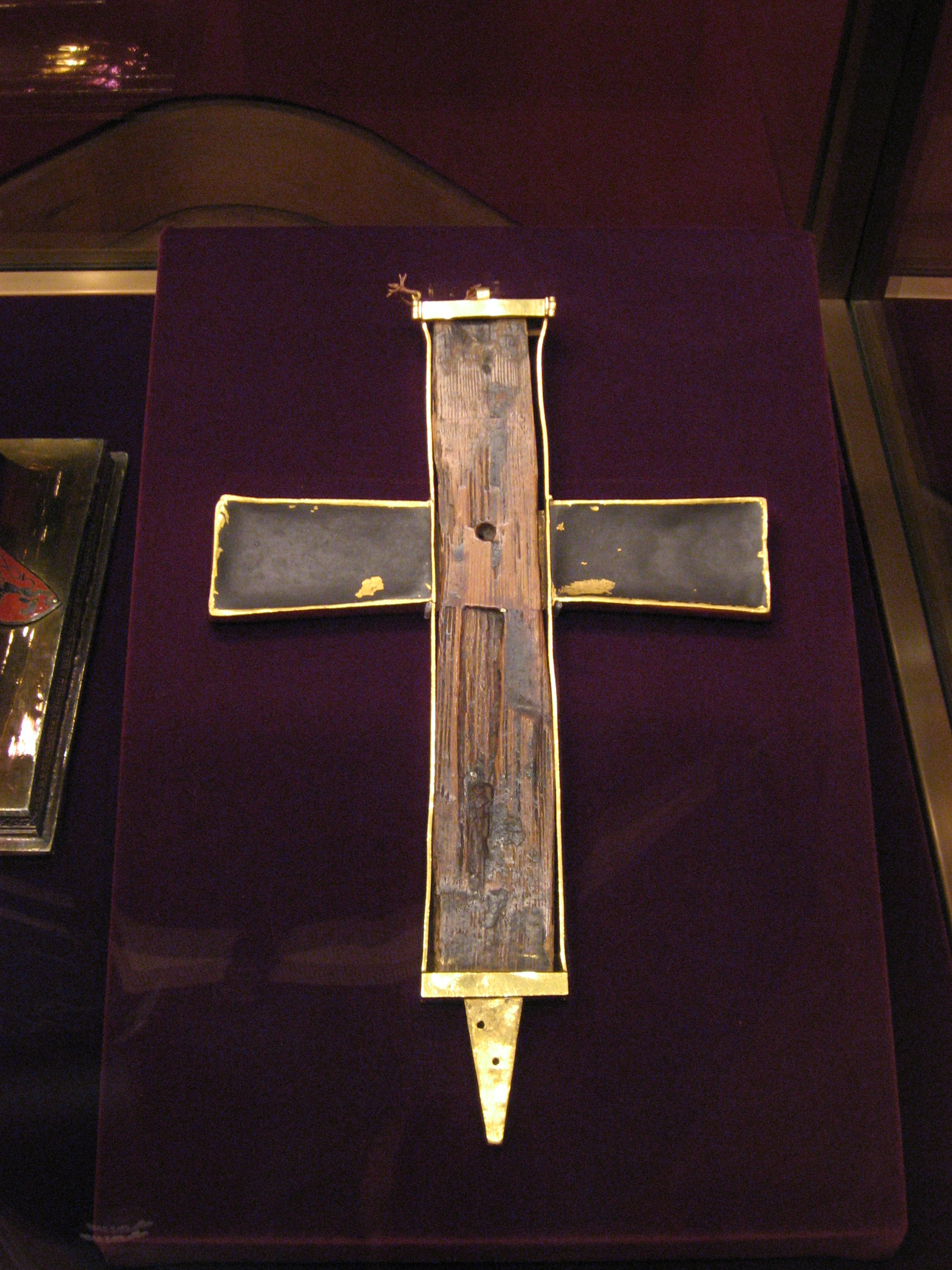
Kreuzpartikel in der Wiener Schatzkammer, Teil der Reichskleinodien

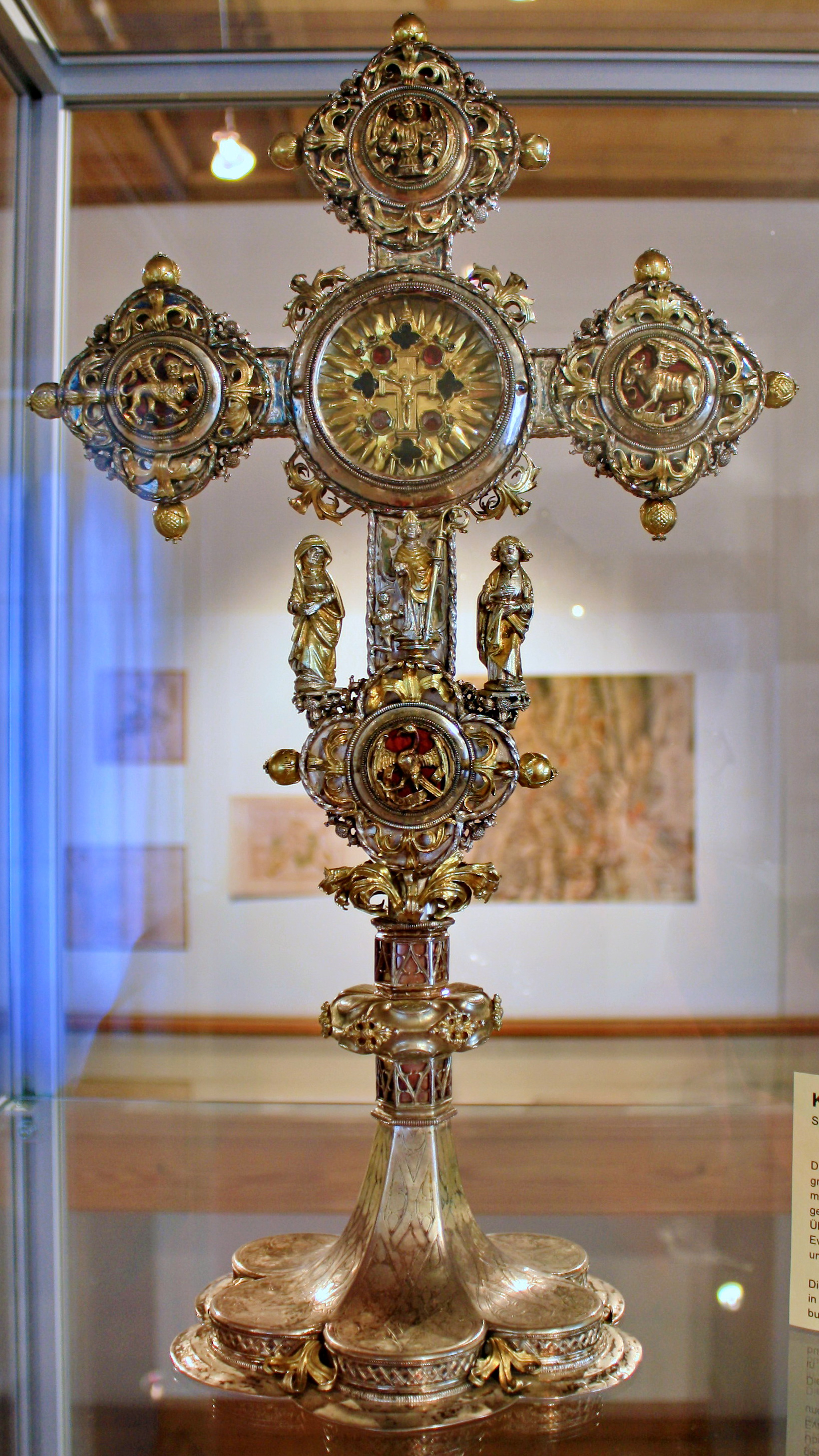
Kreuzpartikelmonstranz aus dem Klosterschatz der ehemaligen Prämonstratenserabtei Rüti

Bei den zahllosen Kreuzreliquien dürfte es sich überwiegend um Kontaktreliquien handeln, die lediglich mit einer echten Kreuzreliquie (Primärreliquie) oder auch nur mit einer älteren Kontaktreliquie in Berührung gebracht wurden.
Ein Kreuzpartikel wurde im unteren Schaft des Reichskreuzes aufbewahrt und war Teil der Reichskleinodien.
In Byzanz und im Westen entstanden zahlreiche Reliquiare für Reliquien des „wahren Kreuzes“, so genannte Staurotheken. Die bedeutendstes Beispiele sind die Limburger Staurothek und das Reliquiar des Wahren Kreuzes im Louvre.
Die aus Byzanz stammende Limburger Staurothek wurde ursprünglich – zusammen mit einem weiteren Stück des Kreuzes – in der Pharos-Palastkapelle im Großen Palast in Konstantinopel aufbewahrt. Bei der Eroberung und Plünderung der Stadt im Zuge des Vierten Kreuzzugs fiel sie 1204 einem Ritter in die Hände, der sie nach Deutschland brachte.

## Orte
Zahlreiche Orte sind nach Heilig-Kreuz-Kirchen oder Heilig-Kreuz-Klöstern benannt:
- Heiligkreuz
- Heiligenkreuz
- Santa Cruz
- Vera Cruz
- Caravaca de la Cruz
- Santa Croce
- Holy Cross
- Kreuzholzhausen